# Nobuyuki Kawashima
Nobuyuki Kawashima (川島 將 Kawashima Nobuyuki?, Tokio, 4 de febrero de 1992) es un futbolista japonés que juega como defensa en el Fujieda MYFC.

## Trayectoria

### Clubes
| Club                  | País  | Año       |
| --------------------- | ----- | --------- |
| Tochigi Uva FC        | Japón | 2014      |
| Thespakusatsu Gunma   | Japón | 2015-2016 |
| Fujieda MYFC (cedido) | Japón | 2016      |
| Fujieda MYFC          | Japón | 2017      |
| Giravanz Kitakyushu   | Japón | 2018      |
| Fujieda MYFC          | Japón | 2019-     |